# 北区 (大邱广域市)

行政區劃圖

北區（：／ Buk gu */?）是大韓民國大邱廣域市的一個區，位於大邱市北部，北鄰慶尚北道。面積94.12平方公里，2009年人口465,483人。下分24洞。
1963年設區。